# Odostomia scalaris
Odostomia scalaris é uma espécie de molusco pertencente à família Pyramidellidae.

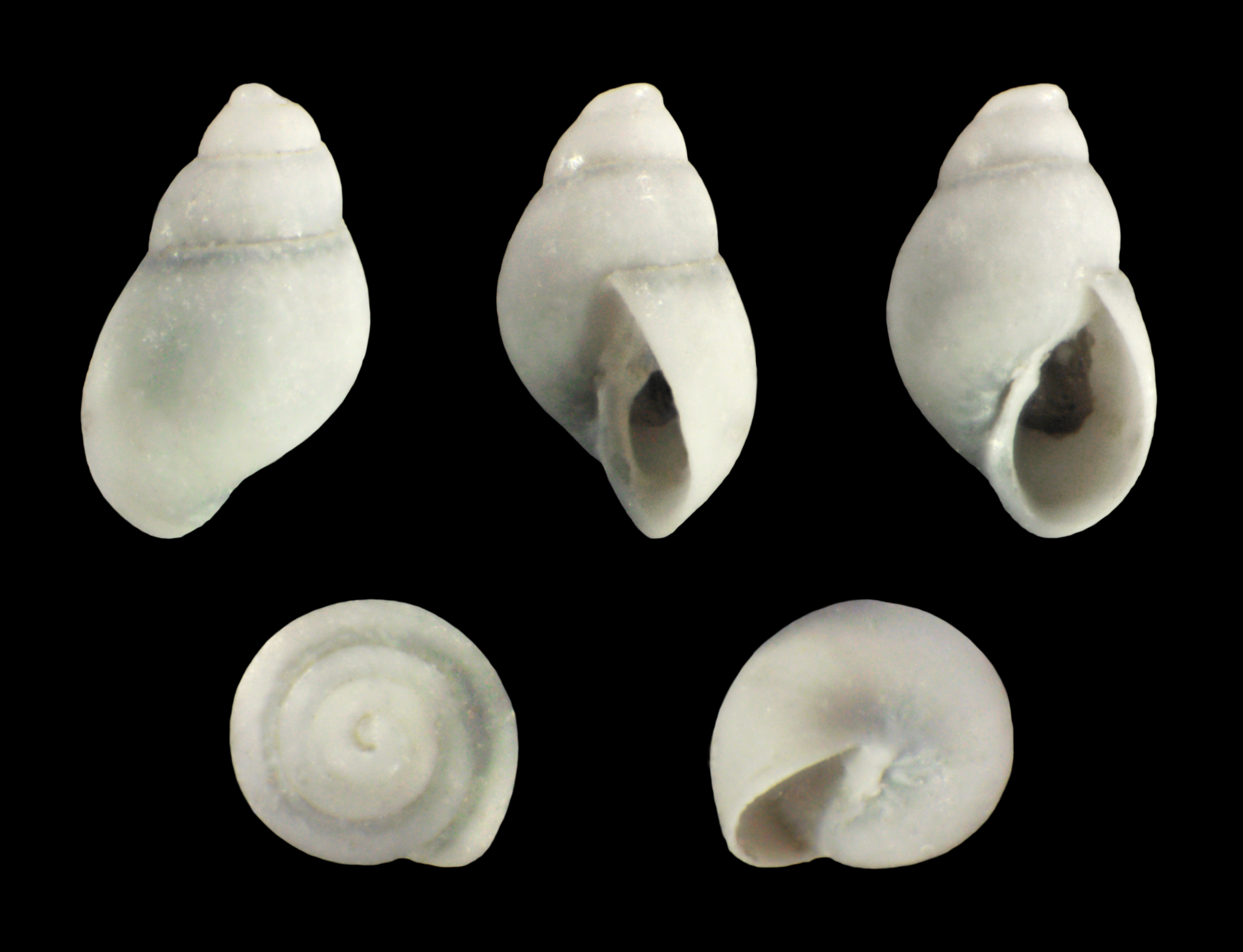
var. nitida

A autoridade científica da espécie é MacGillivray, tendo sido descrita no ano de 1843.
Trata-se de uma espécie presente no território português, incluindo a zona económica exclusiva.